# ماركوس هيكس
ماركوس هيكس (بالإنجليزية: Marcus Hicks) (25 نوفمبر 1975 بلويسفيل في الولايات المتحدة - ) هو ملاكم أمريكي، صنّف ضمن فئة الوزن المتوسط.

## روابط خارجية
- ماركوس هيكس على موقع IMDb (الإنجليزية)
- ماركوس هيكس على موقع IMDb (الإنجليزية)
- ماركوس هيكس على موقع شيردوغ (الإنجليزية)